# Subcomandante Marcos
Il subcomandante Galeano, al secolo, secondo il governo messicano, Rafael Sebastián Guillén Vicente, fino al 2014 subcomandante Marcos (Tampico, 19 giugno 1957), è un rivoluzionario messicano, ex portavoce dell'Esercito Zapatista di Liberazione Nazionale.

## Descrizione e ruolo
All'interno del EZLN esistono, secondo una stima approssimativa, 76 comandanti, ma un solo subcomandante. I comandanti hanno un mandato affidato loro dalle assemblee popolari e in qualsiasi momento il loro titolo potrebbe essere revocato; il subcomandante invece comanda l'esercito e per questo motivo si trova in una posizione gerarchica più alta nonostante l'appellativo subcomandante suggerisca il contrario. Il prefisso "sub" è riconducibile al fatto che egli è al di sotto del popolo, considerato la massima autorità.
Prima di Marcos ci furono altri subcomandanti come Pedro, Moises ed Elisa.
In pubblico si presenta sempre con il passamontagna. Inoltre porta generalmente un fazzoletto rosso legato al collo e una pipa in bocca, elementi con il quale è identificabile rispetto agli altri comandanti zapatisti. Il bastone con il quale talvolta appare è il bastone del comando della milizia dell'EZLN, affidatogli dai comandanti. Attualmente vive in clandestinità con la milizia, sulle montagne del Chiapas.
Alcuni considerano Marcos come un nuovo Che Guevara. Marcos è politicamente influenzato dalle idee socialiste e anarchiche (anarchia sociale e socialismo libertario), combinate con l'indigenismo e lo zapatismo. Il marxismo e la teologia della liberazione sono parti importanti della sua ideologia.
Egli stesso, a proposito del suo nome, afferma in un'intervista rilasciata a Jorge Ramos che: «Marcos è il nome di un compagno che morì, e noi prendevamo sempre i nomi di chi moriva, in quest'idea che uno non muore ma continua a lottare».
Il nome "Marcos" non sarebbe dunque, come taluni suggeriscono, l'acronimo di alcuni dei comuni occupati dagli zapatisti nel gennaio 1994: Margaritas, Altamirano, Rancho Nuevo, Comitán, Ocosingo, San Cristobal (anche se Comitán non fu conquistata dagli zapatisti; secondo una versione simile, la "C" identificava la comunità di Chanal).

### Ritiro del "personaggio Marcos"
Il 24 maggio 2014 dichiarò che il suo personaggio smetteva di esistere, con una simbolica morte e immediata rinascita con il nome di Subcomandante Galeano, e dichiarò che "La mia immagine pubblica è diventata una distrazione. Il mio è stato un travestimento pubblicitario".

## L'identità di Marcos secondo il governo messicano

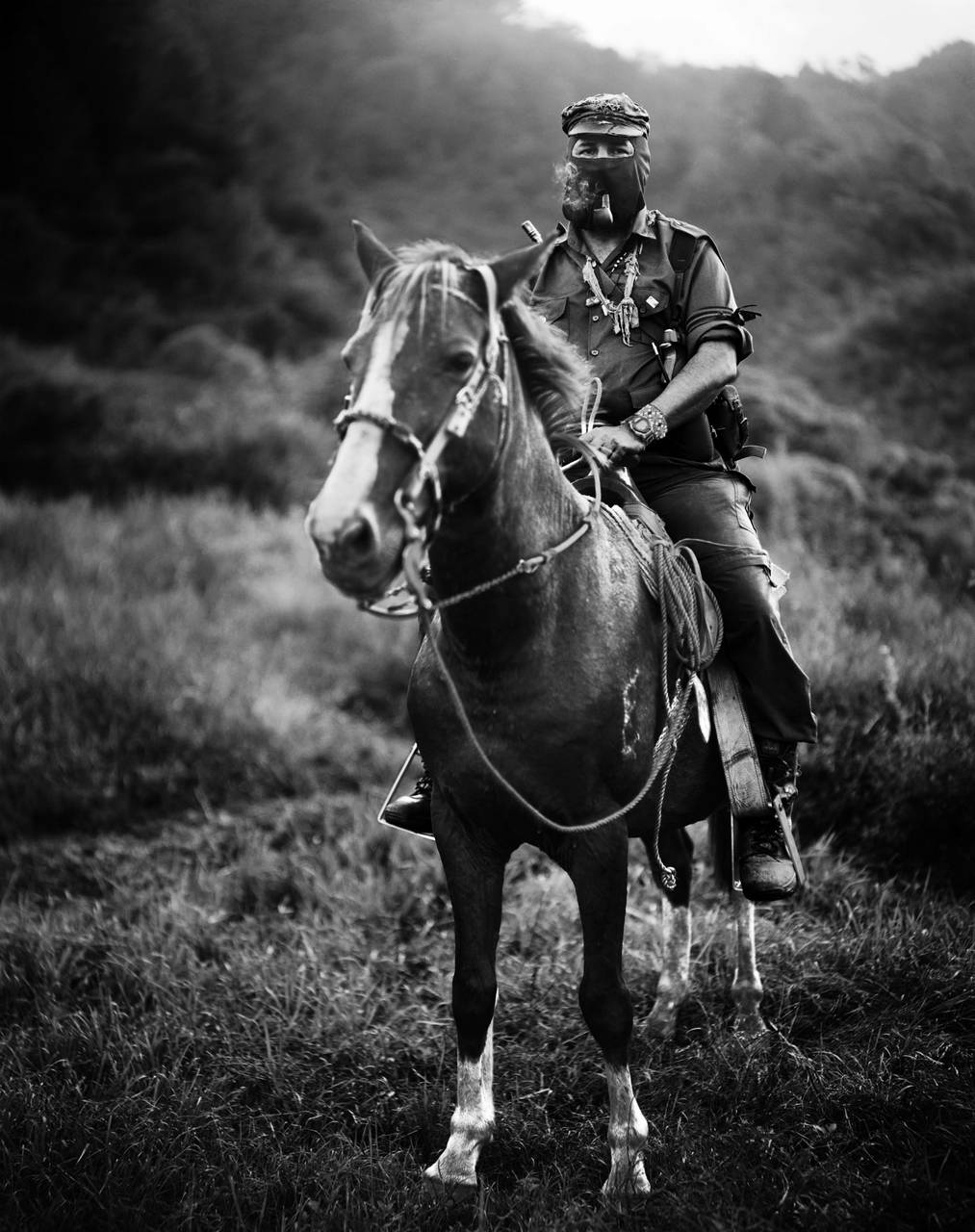
Immagine del subcomandante Marcos a cavallo

Sebbene Marcos (o il sup) compaia pubblicamente soltanto con il volto coperto da un passamontagna, il governo messicano il 9 febbraio 1995 affermò di averlo identificato in Rafael Sebastián Guillén Vicente (nato a Tampico, Messico, 19 giugno 1957), ex-ricercatore dell'università di Città del Messico.
Guillén è nato in Messico; figlio di immigrati spagnoli, ha studiato in una scuola gesuita a Tampico, dove presumibilmente è entrato in contatto con la teologia della liberazione. In seguito si è trasferito a Città del Messico dove si è laureato in filosofia all'Universidad Nacional Autónoma de México (UNAM) con una tesi dal titolo Filosofía y educación: prácticas discursivas y prácticas ideológicas en libros de texto de primaria. In seguito, ha lavorato come professore all'Universidad Autónoma Metropolitana.
Marcos ha sempre negato di essere Rafael Guillén. La famiglia di quest'ultimo ha affermato di ignorare dove egli si trovi e si è rifiutata di confermare o smentire l'identificazione fatta dal governo. Durante la grande marcia, che nel 2001 ha portato gli zapatisti a Città del Messico, Marcos ha visitato l'UNAM e nel suo discorso è risultato evidente che fosse già stato in precedenza in quei luoghi. Come molte persone della sua generazione, Marcos fu influenzato dalla Strage di Tlatelolco nel 1968 ed entrò in una organizzazione maoista, passando in seguito allo zapatismo.
Comunque, l'incontro con i movimenti indigeni del Chiapas trasformò la sua ideologia avvicinandola a visioni rivoluzionarie maggiormente affini al postmodernismo. Nel 2006, in una intervista della TVE, sottolinea le distanze tra il movimento zapatista e i partiti rivoluzionari latinoamericani di ispirazione marxista dichiarando che l'EZLN e il movimento zapatista in generale non mirano politicamente alla conquista del potere politico messicano o a forme di potere istituzionalizzato bensì a legittimare le istanze popolari e indigene nelle forme autogestionali.
La giornalista canadese Naomi Klein cita un virgolettato di Marcos riportato da Robert Collier (Commander Marcos Identifies With All, San Francisco Chronicle, 13 giugno 1994):

## Marcos scrittore
Un elemento non secondario della grande capacità comunicativa di Marcos – capacità che costituisce forse la ragione principale per cui il "caso Chiapas" è da oltre un decennio all'attenzione dei mass media – è la sua scrittura. I suoi comunicati, le sue lettere sono di pregevolissima fattura. Con lui il comunicato politico è uscito dall'angusto ambito politico per entrare in quello letterario. Vanno ricordati soprattutto due personaggi da lui creati: il vecchio Antonio e Don Durito della Lacandona. Il primo rappresenta il lato indigeno della sua cultura, mentre il secondo è espressione della cultura occidentale. Don Durito infatti è uno scarafaggio che, similmente a Don Chisciotte, pensa di essere un cavaliere errante e tratta lo stesso Marcos come fosse il suo scudiero. Di Don Durito il Premio Nobel per la letteratura Octavio Paz, certo non molto affine politicamente a Marcos, ha detto che si tratta di "un'invenzione letteraria memorabile". Affermazione cui il Subcomandante Marcos ha replicato, con il suo personale gusto per il paradosso, "lui non è un'invenzione, è reale. Io, semmai, sono un'invenzione".
Nel 2004 il quotidiano messicano La Jornada ha pubblicato a puntate un romanzo intitolato Morti scomodi (manca quel che manca) (Muertos incómodos) e scritto a quattro mani da Marcos e Paco Ignacio Taibo II. Pubblicato in Francia da Libération e in Italia da Carta  (con traduzione di Pino Cacucci), doveva in origine avere come autore anche Manuel Vázquez Montalbán ma l'improvvisa scomparsa di quest'ultimo non ha annullato il progetto; anzi, come ha detto lo stesso Marcos, "a causa della sua assenza abbiamo concepito la nostra parte come un piccolo omaggio a don Manuel". Nel 2005 il romanzo è stato pubblicato in Italia in volume da Marco Tropea Editore.

## Opere
- Io, Marcos. Il nuovo Zapata racconta, Milano, Feltrinelli, 1995. ISBN 88-07-81347-5.
- Dalle montagne del sud-est messicano, Roma, Edizioni Lavoro, 1995. ISBN 88-7910-650-3.
- Dal Chiapas al mondo. Scritti, discorsi e lettere sulla rivoluzione zapatista, 2 voll., Pomezia, Erre Emme, 1996. ISBN 88-85378-85-4.
- El Sup. Racconti per una notte di asfissia. Testi di Marcos e Don Durito, a c. di Laboratorio occupato SKA e C. S. Leoncavallo, Milano, Spray Edizioni, 19962.
- Il sogno zapatista, con Yvon Le Bot, Milano, Mondadori, 1997. ISBN 88-04-42583-0.
- I racconti del vecchio Antonio, Bergamo, Moretti & Vitali, 1997. ISBN 88-7186-074-8.
- La quarta guerra mondiale è cominciata, Roma, Il manifesto, 1997.
- Don Durito della Lacandona, Bergamo, Moretti & Vitali, 1998. ISBN 88-7186-082-9.
- La storia dei colori, Roma, Minimum Fax, 1999. ISBN 88-86568-88-6.
- La spada, l'albero, la pietra e l'acqua, Firenze, Giunti, 2000. ISBN 88-09-01830-3.
- Racconti per una solitudine insonne, Milano, Oscar Mondadori, 2001. ISBN 88-04-49850-1.
- Nei nostri sogni esiste un altro mondo. Appunti dal movimento zapatista, Milano, Oscar Mondadori, 2003. ISBN 88-04-52229-1.
- Libertad y dignidad. Scritti su rivoluzione zapatista e impero, Roma, Datanews, 2004. ISBN 88-7981-244-0.
- Morti scomodi, con Paco Ignacio Taibo II, Milano, Marco Tropea Editore, 2005. ISBN 88-438-0549-5.
- Così raccontano i nostri vecchi. Narrazioni dei popoli indigeni durante l'Altra Campagna, Napoli, Intra Moenia, 2009. ISBN 978-88-95178-69-1.
- Punto e a capo. Presente, passato e futuro del movimento zapatista, Roma, Alegre, 2009. ISBN 88-89772-34-4.
- Le sette tessere ribelli. La IV guerra mondiale è cominciata. A cura di Camminar domandando, Mutus Liber, 2015, Riola-Bo.ISBN 978-88-97371-77-9

## Nella musica
- Il gruppo The Gang gli ha dedicato la canzone Comandante, contenuta nell'album Fuori dal controllo.
- il gruppo Modena City Ramblers  nella canzone viva la vida, muera la muerte, nell'album ¡Viva la vida, muera la muerte!
- il gruppo francese Noir Désir lo cita nella canzone À ton étoile.
- il gruppo Casa del Vento, nella canzone "Zapata non è morto"
- Manu Chao, Todos para todos